# 452307 Manawydan
452307 Manawydan è un asteroide della fascia principale. Scoperto nel 1997, presenta un'orbita caratterizzata da un semiasse maggiore pari a 1,8671736 UA e da un'eccentricità di 0,3177760, inclinata di 44,26721° rispetto all'eclittica.